# 川島亀夫
川島 亀夫（かわしま かめお、慶応3年6月19日（1867年7月20日） - 昭和4年（1929年）12月25日）は、日本の衆議院議員（立憲政友会）。弁護士。

## 経歴
美作国苫田郡津山（現在の岡山県津山市）出身。1890年（明治23年）、英吉利法律学校（現在の中央大学）英語法科を卒業。高等文官試験に合格し、司法官として各地の裁判所に勤務した後、司法省参事官、司法大臣秘書官を務めた。その後、官を辞し、弁護士を開業した。
1909年（明治42年）、衆議院議員に補欠当選を果たした。日本製糖汚職事件で起訴されるが、無罪判決を受けた。